# Шолохова, Ольга Митрофановна
О́льга Митрофа́новна Шо́лохова (1915—2001) — советская лётчица, участница Великой Отечественной войны, заместитель командира эскадрильи 587-го (125-го гвардейского пикировочно-бомбардировочного полка), Гвардии майор.
Участвовала в Великой Отечественной войне с апреля 1943 года на Северо-Кавказском, Западном, 3-м Белорусском, 1-м и 2-м Прибалтийском и Ленинградском фронтах.

## Биография
Родилась в 1915 году в городе Борисоглебске, ныне Воронежской области.
Окончила семилетку и ФЗУ. В 1933 году поступила в школу пилотов и авиамехаников гражданского воздушного флота. Первые самостоятельные полеты Ольги Шолоховой начались в Азово-Черноморском управлении ГВФ на местной Краснодарской линии.
В декабре 1941 года призвана на службу в армию и зачислена в женский авиационный полк под командованием Героя Советского Союза М. М. Расковой. В одном из воздушных боев над Кубанью получила тяжёлое ранение, но сумела сохранить не только жизни членов экипажа, но и выполнить важное боевое задание. Больше года О. М. Шолохова провела в госпиталях и только в сентябре 1944 года возвратилась в свой родной полк, который воевал уже на 3-м Белорусском фронте.
В составе девяти лучших экипажей армии Ольга Шолохова стала участницей Парада Победы.
В числе немногих женщин-лётчиц Шолохова стала кавалером ордена Александра Невского, которым её наградил за боевые заслуги, проявленные при разгроме восточно-прусской группировки противника, командующий 1-й воздушной армией приказом № 047/н от 29 апреля 1945 года. Гвардии капитану О. М. Шолоховой был вручен орден Александра Невского № 24911.
В послевоенное время продолжила службу в авиации. В послевоенное время Ольга Митрофановна занималась вопросами военно-патриотического воспитания подрастающего поколения и вела большую общественную работу.
С 1953 года проживала в городе Нижний Новгород.
Умерла 1 февраля 2001 года. Похоронена на кладбище «Марьина Роща» Нижнего Новгорода.

## Экипаж
Первая эскадрилья 125-го Гвардейского бомбардировочного авиационного Борисовского, орденов Суворова и Кутузова, полка имени Героя Советского Союза Марины Расковой — экипаж О. М. Шолоховой:
- Шолохова Ольга Митрофановна (заместитель командира 1-й эскадрильи, командир звена),
- Волкова Валентина Георгиевна (штурман),
- Ольховская Галина Фёдоровна (штурман эскадрильи),
- Зуева Прасковья Григорьевна (штурман),
- Тихий Василий Иванович (воздушный стрелок-радист),
- Цитриков Степан Илларионович (воздушный стрелок-радист),
- неизвестны фамилии техника, механика и мастера по вооружению.

## Награды
- Орден Красного Знамени (01.07.1943)[4]
- Орден Александра Невского (29.04.1945)[5]
- два Орден Отечественной войны 1-й степени (20.07.1944, 11.03.1985)[6]
- медали